# 道徳

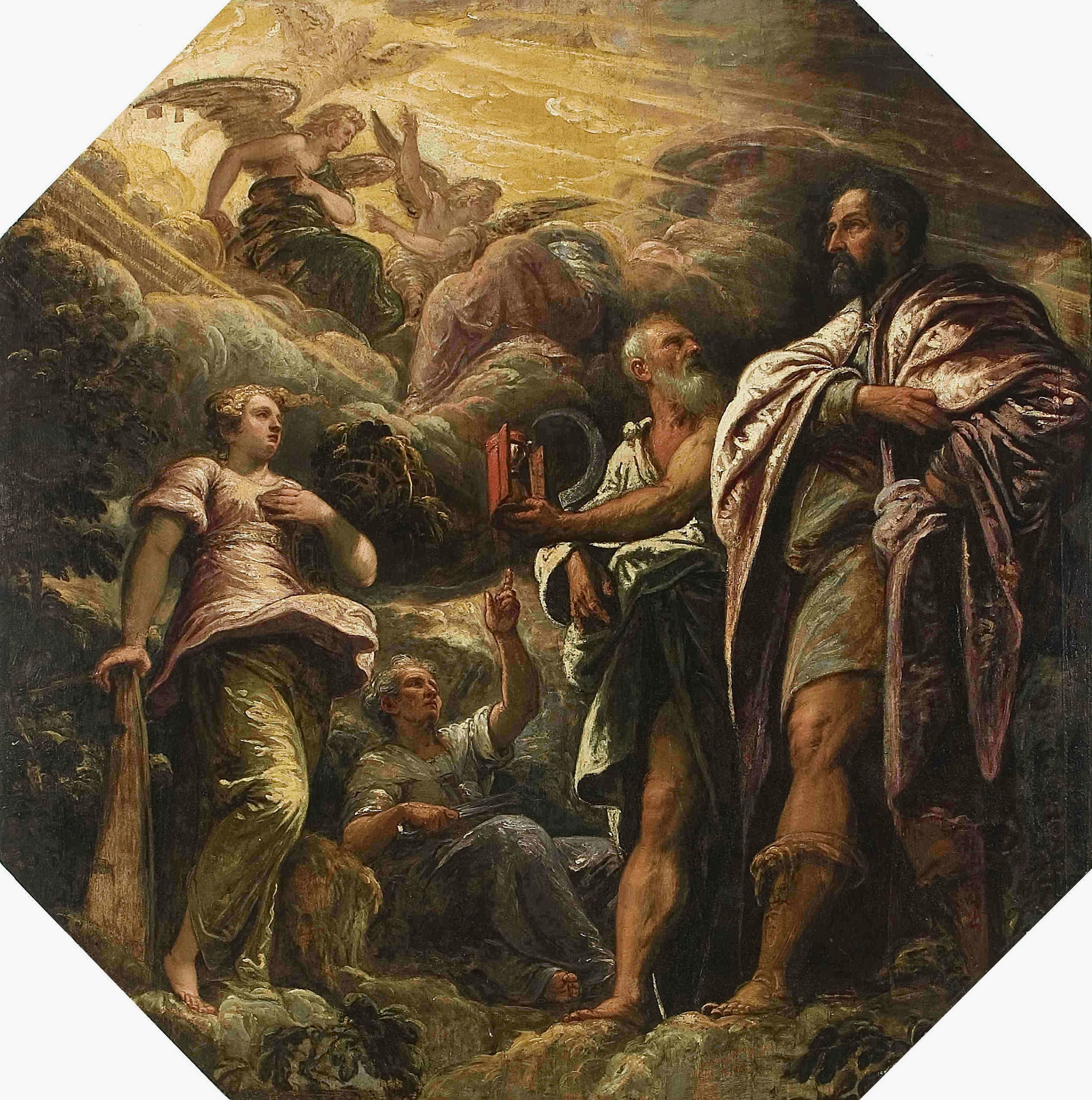
『ヴェネツィアの元老院議員の肖像がある寓意画（地上の事物の道徳の寓意）』、ティントレットに帰属、1585年

道徳（語源は ラテン語  moralitasで意味は「態度、性格、適切な行動」）とは、意図・決定・行為を適切な（あるいは正しい）ものと、不適切な（あるいは誤った）ものに分類することである。また、道徳は、特定の哲学、宗教、文化からの行動規範に由来する基準や原則の体系であることもあれば、普遍的であると理解される基準に由来することもある。道徳は、特に「善さ」、「適切さ」、「正しさ」と同義であることもある。
道徳哲学には、道徳的存在論や道徳的認識論などの抽象的な問題を研究するメタ倫理学と、義務論的倫理学や帰結主義などのより具体的な道徳的意思決定システムを研究する規範倫理学が含まれる。規範的な倫理学哲学の例として、「他者に対して、自分がしてほしいと思うように接するべきである」という黄金律がある
不道徳は道徳（すなわち善や正しさ）への積極的な反対であり、一方無道徳は、特定の道徳基準や原則に対する無自覚、無関心、あるいは不信を様々に意味する

## 倫理学
倫理学（道徳哲学としても知られる）は、哲学の一分野で、道徳の問題を扱う。「倫理学」という言葉は「道徳と一般的に互換的に使用され...時にはより狭義に、特定の伝統、集団、個人の道徳原則を意味するために使用される」。同様に、特定の種類の倫理理論、特に義務論的倫理学は、倫理学と道徳を区別することがある。

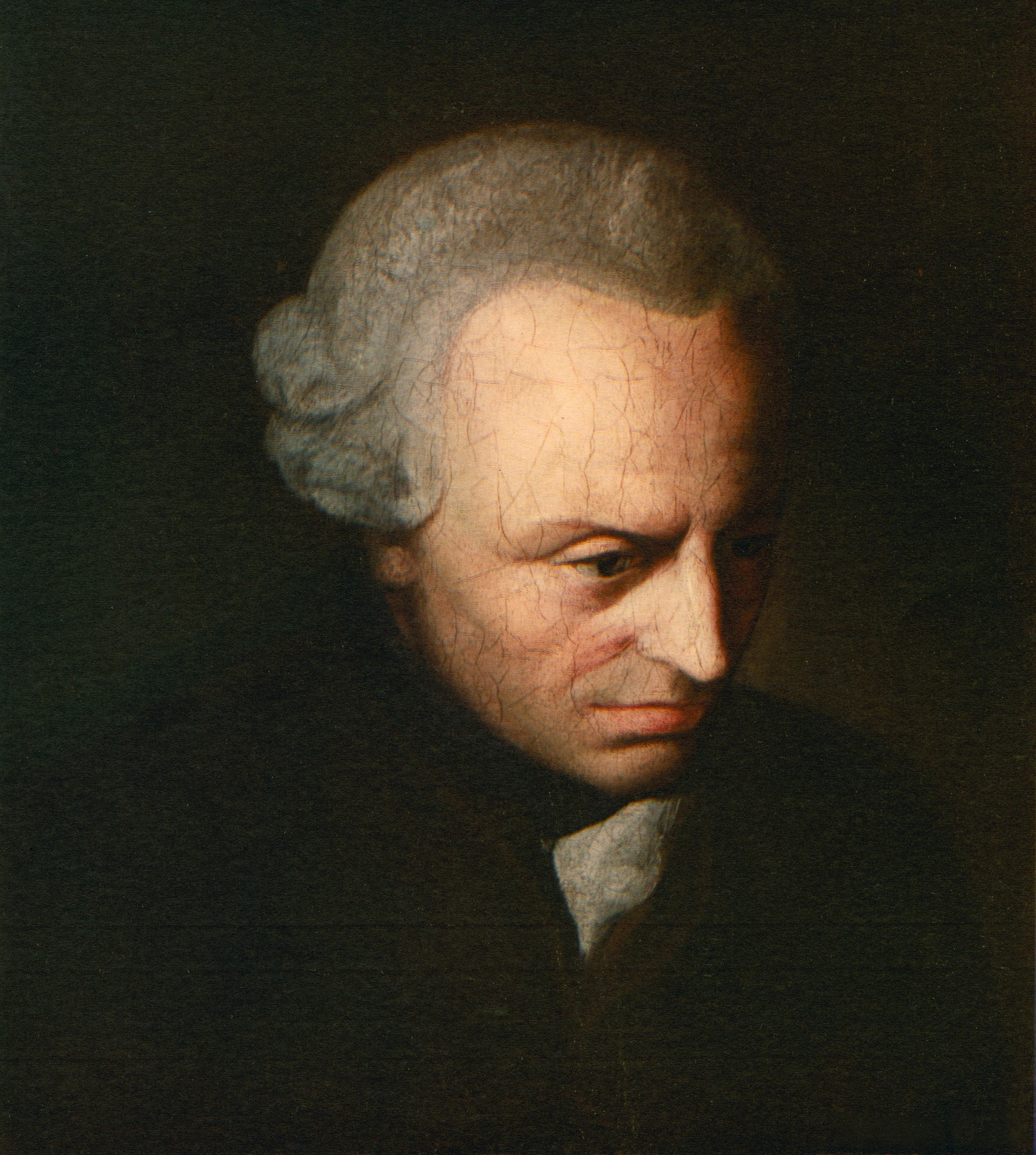
イマヌエル・カントは定言命法を導入した：「汝の格率が普遍的法則となることを、汝が同時に意欲できるような格率に従ってのみ行為せよ」

哲学者のサイモン・ブラックバーンは、「人々の道徳と倫理は同じものを意味するが、道徳を義務、責務、行動原則などの概念に基づくイマヌエル・カントのようなシステムに限定し、倫理を美徳の概念に基づく、よりアリストテレス的な実践的推論のアプローチに限定し、一般的に『道徳的』考慮を他の実践的考慮から分離することを避ける用法がある」と述べている。

## 記述的道徳と規範的道徳
記述的な意味では、「道徳」は、社会の相当数の個人（必ずしもすべてではない）によって受け入れられていると観察される個人的あるいは文化的な価値、行動規範、社会的慣習を指す。これは正邪の客観的主張を意味せず、なされる正邪の主張と異なる主張間の衝突にのみ言及する。記述倫理学は、この意味での道徳を研究する哲学の分野である。
規範的な意味では、「道徳」は、特定の民族や文化が持つ価値観や慣習とは独立して、実際に正しいあるいは間違っているもの（もしあれば）を指す。規範倫理学は、この意味での道徳を研究する哲学の分野である。

## 実在論と反実在論
道徳の本質と起源に関する哲学的理論（すなわちメタ倫理学の理論）は、大きく2つの類に分けられる：
- 道徳的実在論は、客観的な道徳的事実を報告する真の道徳的言明が存在すると主張する理論の類である。例えば、社会的同調の力が個人の「道徳的」決定を大きく形作ることを認めるかもしれないが、それらの文化的規範や慣習が道徳的に正しい行動を定義するとは否定する。これは倫理的自然主義者（英語版）が主張する哲学的見解かもしれないが、すべての道徳的実在論者がその立場を受け入れるわけではない（例えば倫理的非自然主義者（英語版））[11]。
- 道徳的反実在論は、反対に、道徳的言明は客観的な道徳的事実を報告することに失敗するか、あるいはそもそもそれを試みないと主張する。代わりに、道徳的文は、客観的な道徳的事実の絶対的に誤った主張（エラー理論）、客観的事実ではなく主観的態度についての主張（倫理的主観主義（英語版））、あるいは世界を記述しようとせず、感情の表現や命令の発行など何か別のものを試みる（非認知主義）と主張する。

一部の非認知主義と倫理的主観主義の形態は、ここで使用される強い意味では反実在論とみなされるが、道徳的普遍主義と同義の意味では実在論とみなされる。例えば、普遍的指令主義は非認知主義の普遍主義的形態で、道徳は含意された命令についての推論から導かれると主張し、神命説と理想的観察者理論は倫理的主観主義の普遍主義的形態で、道徳はそれぞれ神の布告または完全に合理的な存在の仮説的な布告から導かれると主張する。

## 人類学

### 実践的推論による道徳
実践理性は道徳的行為主体性に必要だが、十分条件ではない。解決を必要とする現実の問題は、十分に道徳的であるために合理性と感情の両方を必要とする。最終的な決定への道筋として合理性を用いるが、道徳は文化に依存するため、その時点での環境と環境に対する感情が結果が真に道徳的であるための要因でなければならない。文化全体がそれを真実として受け入れた場合にのみ、何かが道徳的に受け入れられる。実践理性と関連する感情的要因の両方が、決定の道徳を決定する上で重要であると認識されている。

### 部族的道徳と領域的道徳
セリア・グリーンは、部族的道徳と領域的道徳を区別した。彼女は後者を主に否定的で規範的なものとして特徴づけている：それは、損傷や干渉を受けてはならない個人の領域（財産や扶養家族を含む）を定義する。これらの規範を除いて、領域的道徳は許容的であり、他者の領域を侵害しない限り個人のどのような行動も許容する。対照的に、部族的道徳は規範的で、集団の規範を個人に課す。これらの規範は恣意的で、文化依存的で「柔軟」であるのに対し、領域的道徳はカントの「定言命法」やガイスラーの段階的絶対主義のような普遍的で絶対的な規則を目指す。グリーンは、領域的道徳の発展を私有財産の概念の台頭と、地位に対する契約の優位性に関連付けている。

### 内集団と外集団
一部の観察者は、個人が「内集団」（個人と同じ集団に属すると信じる人々）か「外集団」（同じ規則で扱われる資格のない人々）かの所属に応じて、異なる道徳規則を適用すると主張する。一部の生物学者、人類学者、進化心理学者は、この内集団/外集団の区別が集団の生存を高めるために進化したと信じている。この信念は、進化の単純な計算モデルによって確認されている。シミュレーションでは、この区別が内集団に対する予期せぬ協力と外集団に対する非合理的な敵意の両方をもたらすことがある。ゲイリー・R・ジョンソンとV・S・ファルガーは、ナショナリズムと愛国心はこの内集団/外集団の境界の形態であると主張している。ジョナサン・ハイトは、内集団基準を示す実験的観察が、保守派によって実質的に使用されるが、リベラル派によってはそれほど使用されない一つの道徳的基盤を提供することを指摘している。
内集団の選好は、遺伝子の伝達においても個人レベルで有用である。例えば、他人の子供よりも自分の子供を優先する母親は、見知らぬ人の子供よりも自分の子供により多くの資源を与え、それによって自分の子供の生存の機会と自分の遺伝子が perpetuate される機会を高める。このため、集団内では、このような自己利益に向けた実質的な選択圧が働き、最終的にすべての親が他の子供（外集団）よりも自分の子供（内集団）を優先するようになる。

### 文化の比較
ピーターソンとセリグマンは、文化、地理文化圏、そして千年にわたって人類学的視点からアプローチしている。彼らは、調査したすべての文化において、特定の美徳が普遍的に存在していると結論付けている。彼らが特定した主要な美徳には、「知恵/知識、勇気、人間性、正義、節制、超越性」が含まれる。これらはそれぞれいくつかの区分を含む。例えば「人間性」には、「愛」、「親切」、「社会的知性」が含まれる。
しかし、他の理論家たちは、道徳は必ずしも絶対的ではなく、道徳的問題は文化的な線に沿って異なることが多いと主張している。2014年のPEW研究所による複数の国々における調査は、離婚、婚外関係、同性愛、ギャンブル、中絶、アルコール使用、避妊具使用、婚前交渉を含む道徳に一般的に関連する問題について、重要な文化的差異を明らかにしている。この研究の40カ国それぞれには、一般的な道徳的問題が受け入れられるか、受け入れられないか、あるいは全く道徳的問題ではないと考える各国の割合に応じた範囲がある。道徳的問題の重要性に関する各割合は、その道徳的問題が提示される文化によって大きく異なる。
道徳的相対主義として知られる理論の支持者は、道徳的美徳は特定の立場（例えば文化的共同体）の文脈の中でのみ正しいか間違っているという考えを支持している。言い換えれば、ある文化で道徳的に受け入れられることが、別の文化ではタブーかもしれない。彼らはさらに、どの道徳的美徳も客観的に正しいか間違っているかを証明することはできないと主張する。道徳的相対主義の批判者は、幼児殺し、奴隷制、ジェノサイドなどの歴史的な残虐行為を反論として指摘し、これらの行為を単に文化的なレンズを通して受け入れることの困難さを指摘する。
『Did the Pedestrian Die?』の著者であるフォンス・トロンペナースは、様々な道徳的ジレンマで異なる文化のメンバーをテストした。その一つは、車の運転手が速度超過で歩行者をはねた結果から自身を守るために、同乗の友人に嘘をつかせるかどうかというものだった。トロンペナースは、異なる文化によって、まったく期待がないものから確実な期待があるものまで、かなり異なる期待があることを発見した。
オックスフォード大学の認知・進化人類学研究所（人類学・博物館民族誌学部の一部）の人類学者たちは、60の社会からの倫理に関する民族誌的記述を分析し、600以上の資料から60万語以上を分析した結果、7つの普遍的な道徳規則を発見したと信じている：家族を助ける、集団を助ける、恩を返す、勇敢であれ、上位者に従う、資源を公平に分配する、他者の財産を尊重する。

## 進化
現代の道徳の発展は社会文化的進化と密接に結びついたプロセスである。一部の進化生物学者、特に社会生物学者は、道徳は個人レベルで、また群選択を通じて集団レベルで作用する進化的力の産物であると信じている（ただし、これが実際にどの程度発生するかは進化理論における論争的なトピックである）。一部の社会生物学者は、道徳を構成する一連の行動が、主に生存または繁殖の利益（すなわち進化的成功の増加）を提供したために進化したと主張する。その結果、人間はこれらの道徳的行動に応じて、共感や罪悪感などの「向社会的」感情を進化させた。
この理解によれば、道徳は人間の協力を促進する、自己永続的で生物学的に駆動される行動の集合である。生物学者は、アリからゾウまでのすべての社会的動物が、進化的適応度を向上させるために即時的な利己性を抑制することで、その行動を修正してきたと主張する。人間の道徳は、他の動物の道徳と比較して洗練されて複雑であるが、本質的に、集団の結束を損なう可能性のある過度の個人主義を制限し、それによって個人の適応度を低下させることを防ぐために進化した自然現象である。
この見方では、道徳的規範は究極的に、過去に生存と繁殖（包括適応度）を助けたために選択された感情的本能と直感に基づいている。例：母子間の絆は子孫の生存を向上させるために選択される。初期の年齢での密接な近接が相互の性的魅力を減少させるウェスターマーク効果は、近親交配などの遺伝的にリスクのある行動の可能性を減少させるため、近親相姦のタブーの基礎となっている。
自然界における互恵性の現象は、進化生物学者によって人間の道徳を理解し始める一つの方法として見られている。その機能は通常、特に食物の量や質が予測不可能に変動する生息地に住む動物にとって、必要不可欠な資源の確実な供給を確保することである。例えば、一部のチスイコウモリは、ある夜は獲物から栄養を得られないが、他の夜は余剰を消費することができる。食事をしたコウモリは、餓死から同種を救うために血液食の一部を吐き戻す。これらの動物は長年にわたって密接な集団で生活しているため、個体は空腹の夜に他の集団メンバーが恩を返してくれることを当てにすることができる（Wilkinson, 1984）。
マーク・ベコフとジェシカ・ピアース（2009）は、道徳は複雑な社会集団で生活するすべての哺乳類（例：オオカミ、コヨーテ、ゾウ、イルカ、ラット、チンパンジー）が共有している可能性が高い行動能力の集合であると主張している。彼らは道徳を「社会集団内の複雑な相互作用を育成し規制する、相互に関連した他者考慮の行動の集合」と定義している。この行動の集合には、共感、互恵性、利他性、協力、公平性の感覚が含まれる。関連する研究では、チンパンジーが幅広い文脈で互いに対して共感を示すことが説得力をもって実証されている。彼らはまた、欺瞞を行う能力と、私たちのうわさ話や評判管理の傾向の原型となる社会的政治のレベルを持っている。
クリストファー・ベーム（1982）は、ヒト科の進化を通じた道徳的複雑性の段階的な発展は、開けたサバンナへの移動と石器の開発における争いや怪我を避ける必要性の増加によるものだったと仮説を立てている。他の理論では、複雑性の増加は単に集団サイズと脳サイズの増加の相関関係であり、特に心の理論能力の発達によるものだとされている。

## 心理学

コールバーグの道徳発達モデル

現代の道徳心理学では、道徳は個人の発達を通じて変化すると考えられることがある。複数の心理学者が、通常異なる道徳の段階を経る道徳の発達に関する理論を提出している。ローレンス・コールバーグ、ジャン・ピアジェ、エリオット・トゥリエルは道徳発達に対して認知発達的アプローチを持っている。これらの理論家にとって、道徳は一連の構成的段階またはドメインで形成される。キャロル・ギリガンによって確立されたケアの倫理アプローチでは、道徳発達は、特に子育てにおいてだが、また一般的に社会的関係においても、相互依存に基づく思いやりのある、相互に応答的な関係の文脈で発生する。マーチン・ホフマンやジョナサン・ハイトなどの社会心理学者は、共感などの生物学に基づく社会的・感情的発達を強調する。ウィリアム・デイモンやモルデカイ・ニサンなどの道徳的アイデンティティ理論家は、道徳的コミットメントは道徳的目的によって定義される自己アイデンティティの発達から生じると考える：この道徳的自己アイデンティティは、そのような目的を追求する責任感につながる。心理学において歴史的に興味深いのは、ジークムント・フロイトなどの精神分析学者の理論で、道徳発達は罪悪感・恥の回避としての超自我の側面の産物であると考える。したがって、道徳発達の理論は、それを肯定的な道徳発達とみなす傾向がある：より高い段階は道徳的により高いとされるが、これは当然ながら循環論である。より高い段階は、より高いからより良く、より良いからより高いとされる。
一部の社会学者や社会心理学者、談話心理学者は、道徳を個人の特性としてみる代わりに、人々が社会的相互作用においてどのように振る舞うかを調べることによって、道徳の実地の側面を研究することに取り組んでいる。
新しい研究は、世界中の社会における道徳の低下についての一般的な認識と歴史全体を通じた認識を分析する。アダム・M・マストロイアンニとダニエル・T・ギルバートは、一連の研究を提示し、道徳的衰退の認識は錯覚であり容易に生じることを示している。これは、資源の誤った配分、社会的支援の過少利用、社会的影響力に影響を与える。まず、著者らは少なくとも60カ国の人々が道徳が継続的に悪化しているという信念を持っており、この確信は過去70年間存在してきたことを示している。次に、人々はこの衰退を、年齢とともに低下する個人の道徳と後続の世代に帰属させることを示している。第三に、著者らは人々の同世代の道徳に対する評価が時間とともに低下していないことを示し、道徳的衰退の信念が錯覚であることを示している。最後に、著者らは2つの確立された現象（情報への歪んだ接触と情報の歪んだ記憶）を使用する基本的な心理学的メカニズムが道徳的衰退の錯覚を引き起こすことを説明している。著者らは、道徳的衰退の認識が弱まり、消滅し、または逆転する状況（例えば、参加者が最も身近な人々や自分が生まれる前に生きていた人々の道徳について尋ねられた場合）についての予測の一部を検証する研究を提示している。

### 道徳的認知
道徳的認知は、道徳的判断と意思決定、および道徳的行為に関与する認知プロセスを指す。それは、道徳的に顕著な刺激の知覚から道徳的ジレンマに直面した時の推論まで、いくつかの領域一般的な認知プロセスから成る。道徳的認知に専門的に特化した単一の認知機能は存在しないことを言及することが重要だが、道徳的行動に対する領域一般的プロセスの貢献を特徴付けることは、道徳がどのように機能し、どのように改善できるかを理解するための重要な科学的取り組みである。
認知心理学者と神経科学者は、制御された実験を実施することによって、これらの認知プロセスへの入力とそれらの相互作用、およびそれらが道徳的行動にどのように貢献するかを調査する。これらの実験では、内容やワーキングメモリ負荷などの他の変数を制御しながら、推定される道徳的刺激と非道徳的刺激が比較される。しばしば、特に道徳的な文や場面に対する異なる神経反応が、機能的神経画像法実験を用いて調べられる。
重要なことに、関与する特定の認知プロセスは、人が遭遇する典型的な状況に依存する。例えば、道徳的ジレンマに対する積極的な決定を必要とする状況は能動的な推論を必要とするかもしれないが、衝撃的な道徳的違反に対する即時の反応は、素早い、感情を伴うプロセスを含むかもしれない。それでも、自分自身や他者に対して精神状態（信念、意図、欲望、感情）を帰属する能力のような特定の認知スキルは、幅広い典型的状況の共通の特徴である。これに沿って、メタ分析は道徳的感情と道徳的推論タスクの間で活動が重複していることを発見し、両方のタスクで共有される神経ネットワークの存在を示唆している。しかし、このメタ分析の結果は、道徳的入力の処理がタスクの要求に影響されることも示している。
ビデオゲームにおける道徳の問題に関して、一部の学者は、プレイヤーがゲームの中で演技者として登場するため、想像力の点で自己感覚とゲームの役割の間に距離を保っていると信じている。したがって、ゲーム内でのプレイヤーの意思決定と道徳的行動は、プレイヤーの道徳的教義を表すものではない。
最近、道徳的判断は3つの支配的な道徳理論（徳倫理学、義務論、帰結主義）の教訓と一致する3つの異なる要素の同時評価から成ることが発見された：人の性格（行為者要素、A）、その行為（行為要素、D）、そして状況がもたらした結果（結果要素、C）。これは、人が遭遇する状況の様々な入力が道徳的認知に影響を与えることを意味する。
ジョナサン・ハイトは、道徳的認知を2つのタイプに区別する：道徳的直感と道徳的推論である。道徳的直感は、任意のステップを経ているという意識なしに、良い-悪いまたは好き-嫌いの評価的感情をもたらす、速い、自動的、そして感情的なプロセスを含む。反対に、道徳的推論は道徳的判断に到達するために意識的な精神活動を含む。道徳的推論は制御され、道徳的直感より感情的ではない。道徳的判断を下す際、人間は最初の直感的感情を支持するために道徳的推論を行う。しかし、人間が即座の直感的反応を覆す方法は3つある。最初の方法は意識的な言語的推論（例えば、コストと利益の検討）である。2つ目の方法は、新しい視点や結果を見るために状況を再構築することで、これは異なる直感を引き起こす。最後に、他の人々と話をすることができ、これは新しい議論を明らかにする。実際、他の人々との相互作用は、ほとんどの道徳的変化の原因である。

## 神経科学
人間が道徳的問題について推論する際に一貫して関与する脳領域は、道徳神経科学文献で報告された脳活動の変化に関する複数の定量的な大規模メタ分析によって調査されてきた。道徳的決定の基礎となる神経ネットワークは、他者の意図を表現するネットワーク（すなわち心の理論）と、他者の（代理的に経験される）感情状態を表現するネットワーク（すなわち共感）と重複している。これは、道徳的推論が他者の視点から物事を見ることと、他者の感情を把握することの両方に関連していることを支持している。これらの結果は、道徳的決定の基礎となる神経ネットワークがおそらく領域横断的（すなわち、人間の脳には「道徳モジュール」のようなものは存在しない可能性がある）であり、認知的サブシステムと感情的サブシステムに分離可能であることを示している。
認知神経科学者のジーン・ディセティは、他の個人が経験していることを認識し、代理的に経験する能力が、社会的行動の進化における重要な一歩であり、最終的には道徳の進化における重要な一歩であったと考えている。共感を感じる能力の欠如は精神病質の定義的特徴の一つであり、これはディセティの見解を支持するように思われる。最近、進化理論、発達心理学、社会神経科学、精神病質に関する実証研究に基づいて、ジーン・ディセティは、共感と道徳は体系的に対立するものでもなく、必然的に補完的なものでもないと主張した。

### 脳領域
道徳的判断の本質的な共有要素には、与えられた社会的文脈の中で道徳的に顕著な内容を検出する能力が含まれる。最近の研究は、この道徳的内容の初期検出に顕著性ネットワークが関与していることを示している。顕著性ネットワークは行動的に顕著な出来事に反応し、複雑な道徳的推論と意思決定プロセスのために下流のデフォルトネットワークと前頭制御ネットワークの相互作用を調節する上で重要である可能性がある。
道徳的な正誤の明示的な判断は、評価に関与する腹内側前頭前野（VMPC）の活性化と一致し、一方、暗黙の道徳的問題を含む状況への直感的反応は、意図と信念の理解において重要な役割を果たす側頭頭頂接合部領域を活性化する。
経頭蓋磁気刺激法によるVMPCの刺激、または神経学的損傷は、道徳的判断を形成する際に意図を考慮する人間の被験者の能力を阻害することが示されている。このような調査によると、TMSは参加者の道徳的判断を行う能力を妨げなかった。反対に、意図的な危害と非危害の道徳的判断は、RTPJまたは対照部位へのTMSによって影響を受けなかった。しかし、おそらく、人々は通常、行為の有害な結果だけでなく、行為者の意図と信念を考慮して意図的な危害の道徳的判断を行う。では、なぜRTPJへのTMSは意図的な危害の道徳的判断に影響を与えなかったのか。一つの可能性は、道徳的判断は通常、その時点で利用可能な道徳的に関連する情報の重み付けされた関数を反映するということである。この見方に基づくと、行為者の信念に関する情報が利用できない、または劣化している場合、結果として生じる道徳的判断は単に他の道徳的に関連する要因（例えば結果）の重み付けが高くなることを反映する。あるいは、RTPJへのTMS後、道徳的判断は信念を考慮しない異常な処理経路を通じて行われる可能性がある。いずれの説明でも、信念情報が劣化または利用できない場合、道徳的判断は他の道徳的に関連する要因（例えば結果）に向かってシフトする。しかし、意図的な危害と非危害の場合、結果は意図と同じ道徳的判断を示唆する。したがって、研究者らは、RTPJへのTMSは意図的な危害と試みられた危害の両方について否定的な信念の処理を妨害したが、現在の実験デザインでは、中立的な結果が単独では厳しい道徳的判断をもたらさなかった試みられた危害の場合にのみ、この効果を検出することができたと示唆している。
同様に、VMPCの損傷を持つ個人は、行為をその結果のみで判断し、その行為の意図を考慮することができない。

## 遺伝学
道徳的直感には遺伝的基盤がある可能性がある。マイケル・ザハリンとティモシー・C・ベイツによる2022年の研究は、ヨーロッパ・パーソナリティ学会誌で発表され、道徳的基盤に重要な遺伝的基盤があることを発見した。スミスとハテミによる別の研究も、双子間の道徳的ジレンマへの回答を比較することで、道徳的遺伝性を支持する重要な証拠を同様に発見した。
遺伝学は向社会的行動や道徳的意思決定に影響を与える役割を果たす。遺伝学は、道徳に関連するものを含む、特定の特性や行動の発達と表現に寄与する。しかし、遺伝学が道徳的行動の特定の側面を形成する役割を果たす一方で、道徳自体は文化的、社会的、個人的影響も含む多面的な概念であることに注意することが重要である。

## 政治
道徳が個人レベルでの「我々はどのように生きるべきか」という問いへの答えであるならば、政治は社会レベルで同じ問いに取り組むものとして見ることができるが、政治的領域は追加の問題と課題を提起する。したがって、道徳と政治における態度の関係の証拠が発見されたことは驚くべきことではない。ジョナサン・ハイトと同僚らによって著された道徳基盤理論は、この点に関してリベラル派と保守派の違いを研究するために使用されてきた。ハイトは、リベラル派と自己認識するアメリカ人は、忠誠、尊重、純粋性よりもケアと公平性を高く評価する傾向があることを発見した。保守派と自己認識するアメリカ人は、ケアと公平性をより低く評価し、残りの3つの価値をより高く評価した。両グループともケアに最も高い全体的な重み付けを与えたが、保守派は公平性を最も低く評価し、リベラル派は純粋性を最も低く評価した。ハイトはまた、アメリカにおけるこの分裂の起源は地理歴史的要因にまで遡ることができると仮説を立て、保守主義は密接に結びついた民族的に同質なコミュニティで最も強く、より多くの自由主義を必要とする文化的混合が大きい港町とは対照的であると述べている。
集団の道徳は、共有された概念と信念から発展し、しばしば文化やコミュニティ内の行動を規制するために成文化される。様々な定義された行為が道徳的または不道徳的と呼ばれるようになる。道徳的行為を選択する個人は一般的に「道徳的繊維」を持つとされ、一方、不道徳的行為に耽る者は社会的に堕落したものとレッテルを貼られることがある。集団の存続は、道徳規範への広範な適合に依存する可能性がある。新しい課題に対応して道徳規範を調整できないことは、時にコミュニティの衰退の原因とされる（肯定的な例として修道院制度を復活させるシトー会改革の機能がある。否定的な例として、ヨーロッパの利害関係に中国を従属させる西太后の役割がある）。ナショナリズム運動の中で、その内容に関係なく、一つの共通の道徳を認めなければ国家は生存または繁栄しないと感じる傾向が見られた。
政治的道徳は、国家政府の国際的な行動と、彼らが自国の人口から受ける支持にも関連している。ジェイシー・リース・アンシスが共同設立したセンティエンス研究所は、拡大する道徳的サークルの枠組みを通じて社会における道徳的進歩の軌跡を分析している。ノーム・チョムスキーは次のように述べている：
...もし我々が普遍性の原則を採用するなら：行為が他者にとって正しい（または間違っている）なら、それは我々にとっても正しい（または間違っている）。自分自身に、他者に適用する基準—実際にはより厳格な基準—を適用するという最小限の道徳的レベルに達しない者は、対応の適切性について、あるいは正誤、善悪について語る時、明らかに真剣に受け取ることはできない。

実際、道徳的原則の一つ、おそらく最も基本的なものは普遍性である。つまり、私にとって正しいことはあなたにとっても正しく、あなたにとって間違っていることは私にとっても間違っているということである。検討に値する道徳規範は、どれもその核心にこれを何らかの形で持っている。

## 宗教
宗教と道徳は同義ではない。一部の人々にとってこれは「ほぼ自動的な仮定」だが、道徳は宗教に依存しない。『The Westminster Dictionary of Christian Ethics』によると、宗教と道徳は「異なって定義されるべきであり、互いに定義的な関連性を持たない。概念的に、そして原則として、道徳と宗教的価値体系は2つの異なる種類の価値体系または行動指針である」。

### 立場
広範な道徳的伝統の中で、宗教的価値体系は、帰結主義、自由思想、ヒューマニズム、功利主義などの現代の世俗的枠組みと共存している。宗教的価値体系には多くの種類がある。イスラム教、ユダヤ教、キリスト教などの現代の一神教、およびある程度シク教やゾロアスター教などは、それぞれの聖典で定められた法則や規則、およびそれぞれの信仰の中の宗教指導者によって解釈された法則や規則によって、正誤を定義する。汎神論から非有神論にまたがる他の宗教は、あまり絶対的ではない傾向にある。例えば、仏教では、行為が正しいか間違っているかを決定するために、個人の意図と状況を功徳の形で考慮すべきである。バーバラ・ストーラー・ミラーは、宗教的伝統の価値観の更なる不一致を指摘し、ヒンドゥー教では、「実際には、正誤は社会的地位、親族関係、人生の段階のカテゴリーに従って決定される。普遍性と平等主義の理想の中で育てられた現代の西洋人にとって、この価値観と義務の相対性はヒンドゥー教の最も理解しにくい側面である」と述べている。
宗教は道徳的ジレンマに対処する異なる方法を提供する。例えば、ヒンドゥー教は殺生に対する絶対的な禁止を欠いており、特定の状況では「不可避で実際に必要」かもしれないと認識している。一神教の伝統は、中絶や離婚などの特定の行為をより絶対的な観点で見る[a]。宗教は必ずしも道徳と肯定的に関連しているわけではない。哲学者のデイヴィッド・ヒュームは、「最大の犯罪が、多くの場合、迷信的な信心と献身と両立することが判明している。したがって、たとえ本人が誠実だと信じていても、宗教的実践の熱心さや厳格さから、その人の道徳を推測することは危険とみなされるのは当然である」と述べた。
宗教的価値体系は、虐殺、女性嫌悪、奴隷制など、現代の一般的な道徳に反する行為を正当化するために使用される可能性がある。例えば、サイモン・ブラックバーンは、「ヒンドゥー教の弁護者はカースト制度への関与を擁護または説明し、イスラム教の弁護者は厳しい刑法や女性や異教徒に対する態度を擁護または説明する」と述べている。キリスト教に関して、彼は「聖書は、子供、精神障害者、動物、環境、離婚した人、不信者、様々な性的習慣を持つ人々、高齢の女性に対する厳しい態度を正当化するものとして読むことができる」と述べ、新約聖書にも道徳的に疑わしいテーマがあることを指摘している[e]。同様に、エリザベス・アンダーソンは「聖書には善と悪の教えの両方が含まれている」とし、それは「道徳的に一貫性がない」と主張する。キリスト教の弁証学者たちはブラックバーンの観点に対応し、ヘブライ語聖書におけるユダヤ法は、弱者を保護し、奴隷制を追求する者に死刑を課し、奴隷を財産としてではなく人として扱うという道徳的基準の進化を示したと解釈する。ポール・カーツのようなヒューマニストは、超自然的または普遍主義的な原則の理解に訴えかけなくても、誠実さ、信頼性、善意、公平性などの価値を含む道徳的価値を文化を超えて特定できると信じている。これらの価値は、信者と非信者の間の共通の基盤を見出すための資源となりうる。

### 実証的分析
様々な国における道徳の実証について複数の研究が行われており、信仰と犯罪の全体的な関係は不明確である[b]。この話題に関する2001年のレビューは、「宗教と犯罪の影響に関する既存の証拠は様々で、議論の余地があり、結論が出ておらず、現在のところ、宗教と犯罪の経験的関係について説得力のある答えは存在しない」と結論づけた。フィル・ザッカーマンの2008年の著書『Society without God』は、2005年から2006年にかけてスカンジナビアで14ヶ月間実施された研究に基づいており、「おそらく世界で、そしておそらく世界の歴史の中で最も非宗教的な国」であるデンマークとスウェーデンが、「世界で最も低い暴力犯罪率と世界で最も低い汚職レベルを享受している」と指摘している[c]。
20世紀以降、この話題に関して何十もの研究が実施されてきた。Journal of Religion and Societyで発表されたグレゴリー・ポールによる2005年の研究は、「一般的に、豊かな民主主義国において、創造主に対する信仰と崇拝の割合が高いほど、殺人、青少年と若年成人の死亡率、性感染症の感染率、10代の妊娠、中絶の割合が高くなる」と述べ、（高い宗教性レベルを持つ）アメリカ合衆国と「有神論的な」ポルトガルを例外として、「すべての世俗的な発展途上の民主主義国において、何世紀にもわたる長期的な傾向として殺人率が歴史的な低水準まで低下している」と指摘した[d]。これに対する応答で、ゲイリー・ジェンセンはポールの研究を発展させ、洗練させている。彼は、宗教性と殺人の間には「複雑な関係」が存在し、「宗教性のある側面は殺人を助長し、他の側面は抑制する」と結論付けている。2012年4月、被験者の向社会的感情をテストした研究の結果が社会心理学・パーソナリティ科学誌で発表され、非宗教的な人々は向社会的行動を行う動機として自身の思いやりによってより高いスコアを示した。宗教的な人々は、慈善を行う動機として思いやりよりも内なる道徳的義務感によって動機づけられていることが判明した。

## 関連人物
古代思想家
- ソクラテス - プラトン - アリストテレス - ヘロドトス
- 老子 - 老子道徳経
- 孔子

宗教
- アウグスティヌス - アシジのフランチェスコ
- 釈迦 - 達磨

啓蒙思想家
- ジャン＝ジャック・ルソー - フリードリヒ・ニーチェ - マックス・シェーラー
- イマヌエル・カント - 定言命法
- アダム・スミス－道徳感情論

道徳哲学
- デイヴィッド・ヒューム - マーサ・ヌスバウム - ヤン・エルスター - テオドール・アドルノ

道徳心理学
- ジャン・ピアジェ - ジェローム・ケイガン - アルバート・バンデューラ - ローレンス・コールバーグ

道徳社会学
- エミール・デュルケーム - ユルゲン・ハーバーマス

生物学
- アントニオ・ダマシオ - E.O.ウィルソン - ロバート・トリヴァース